# Лєсна(Гдовський район)
Лєсна (рос. Лесная) — присілок в Гдовському районі Псковської області Російської Федерації.
Населення становить 8 осіб. Входить до складу муніципального утворення Полновська волость.

## Історія
Від 2005 року входить до складу муніципального утворення Полновська волость.

## Населення
| 2001 | 2002 | 2010 |
| ---- | ---- | ---- |
| 17   | ↘16  | ↘8   |